# Saraca dives
Saraca dives är en ärtväxtart som beskrevs av Jean Baptiste Louis Pierre. Saraca dives ingår i släktet Saraca och familjen ärtväxter. Inga underarter finns listade i Catalogue of Life.

## Bildgalleri

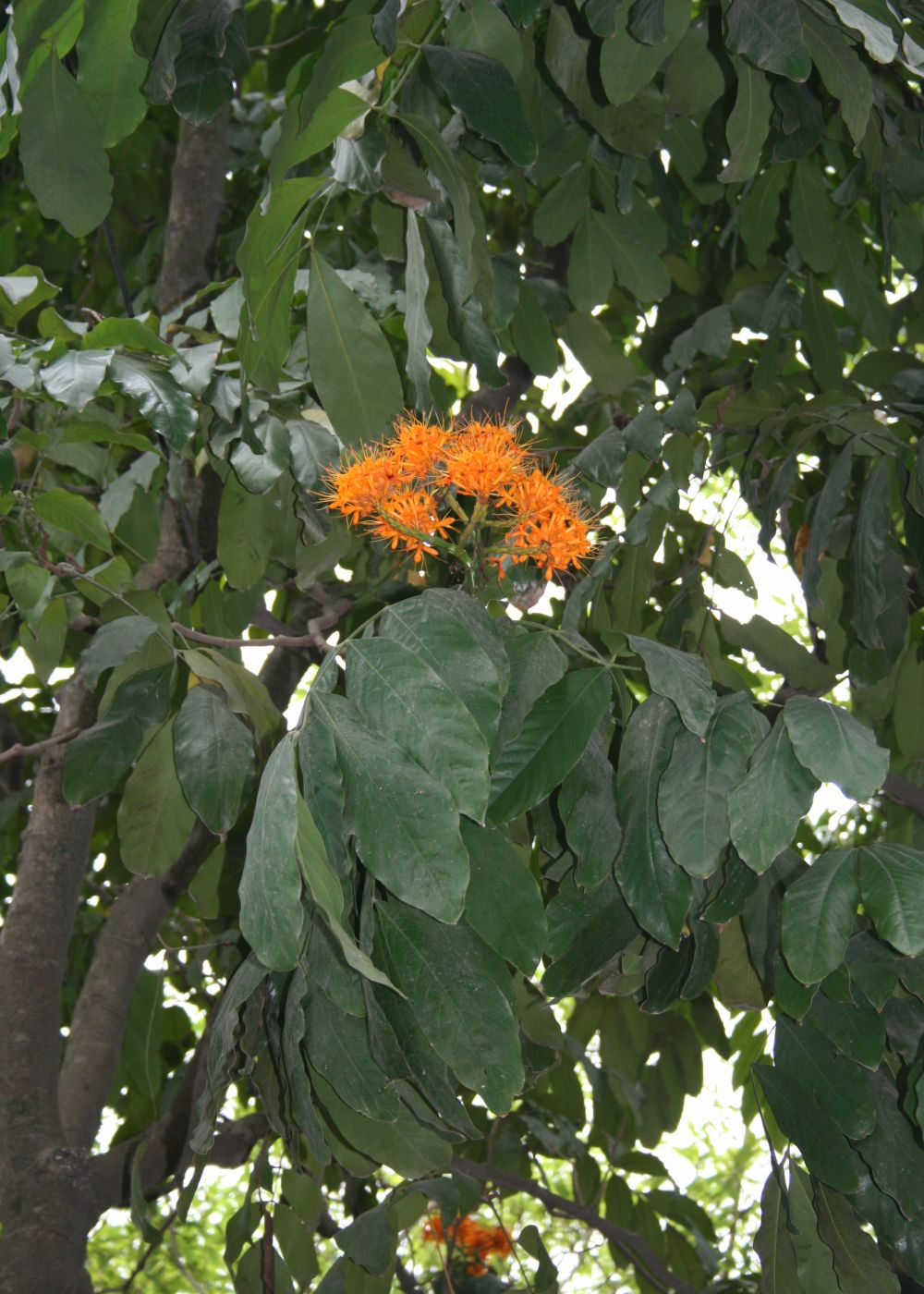
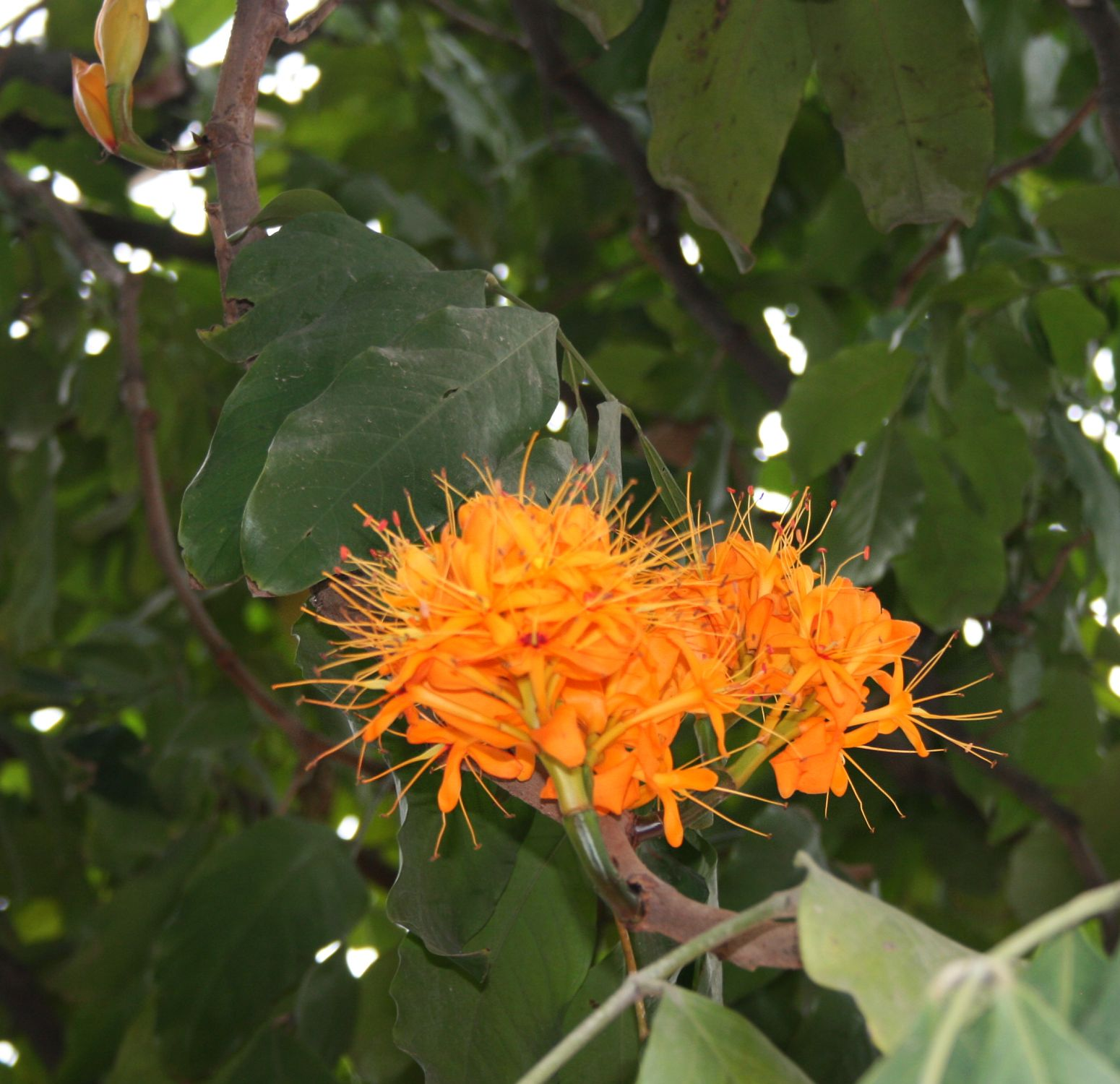
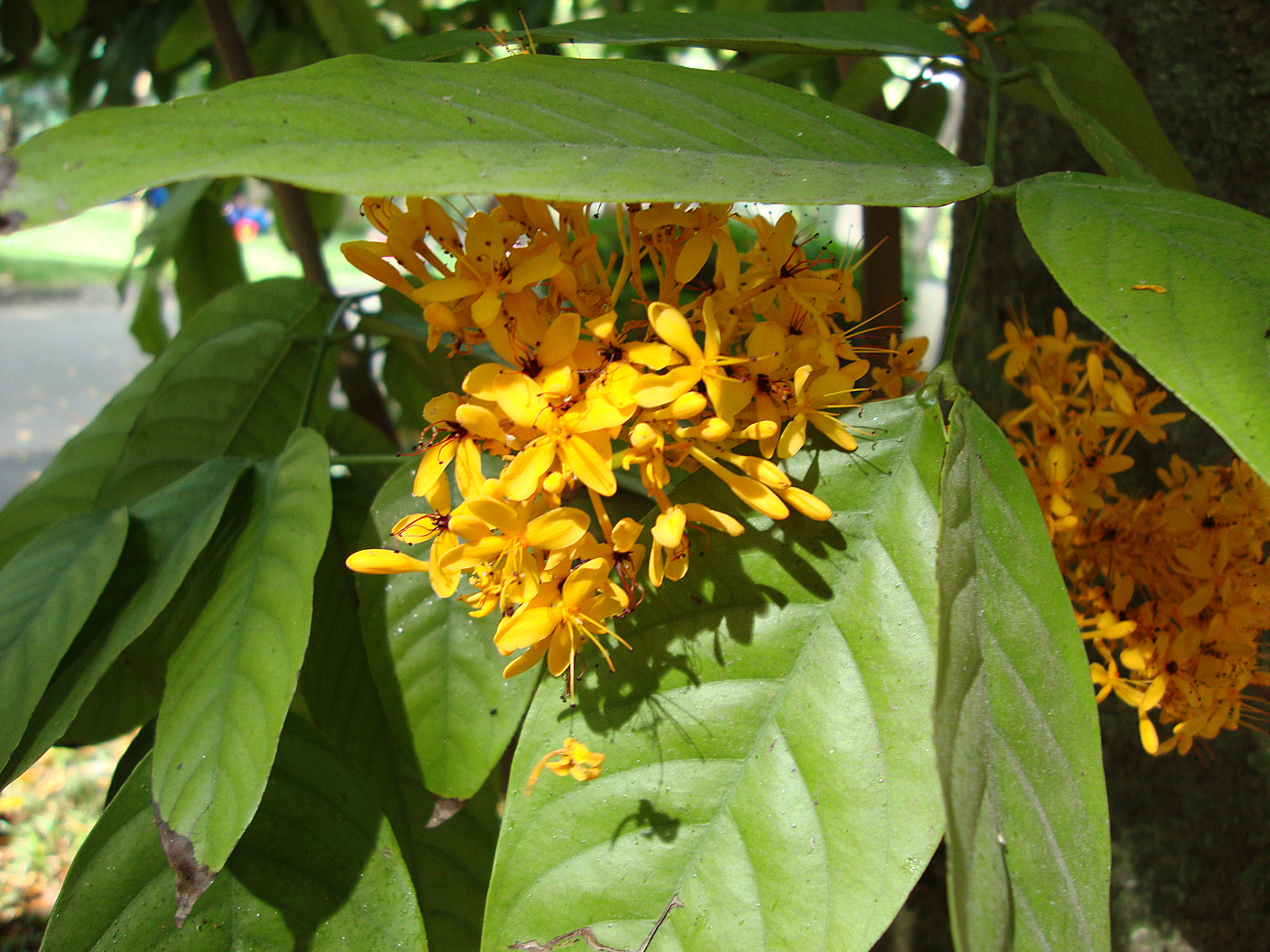
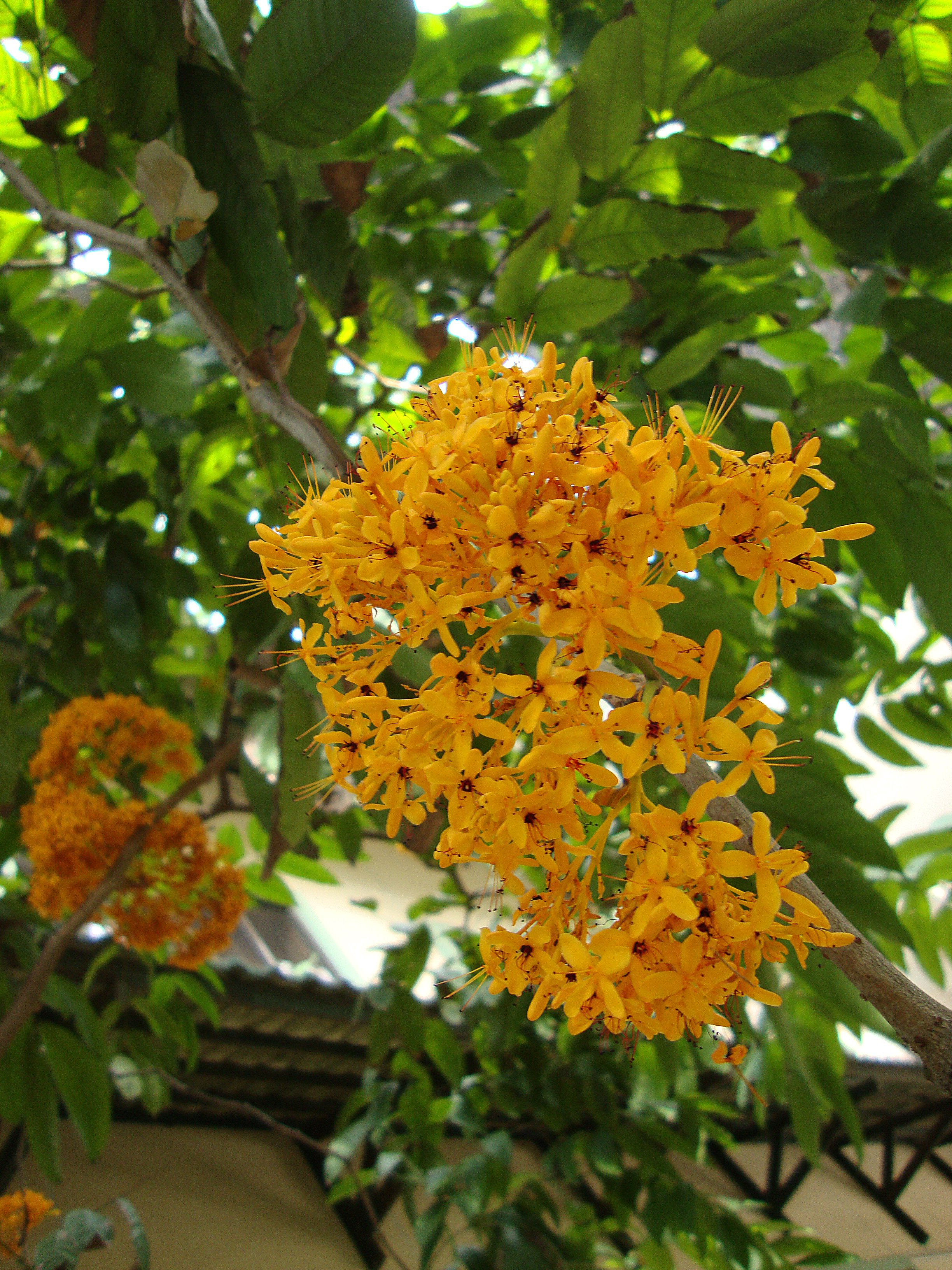
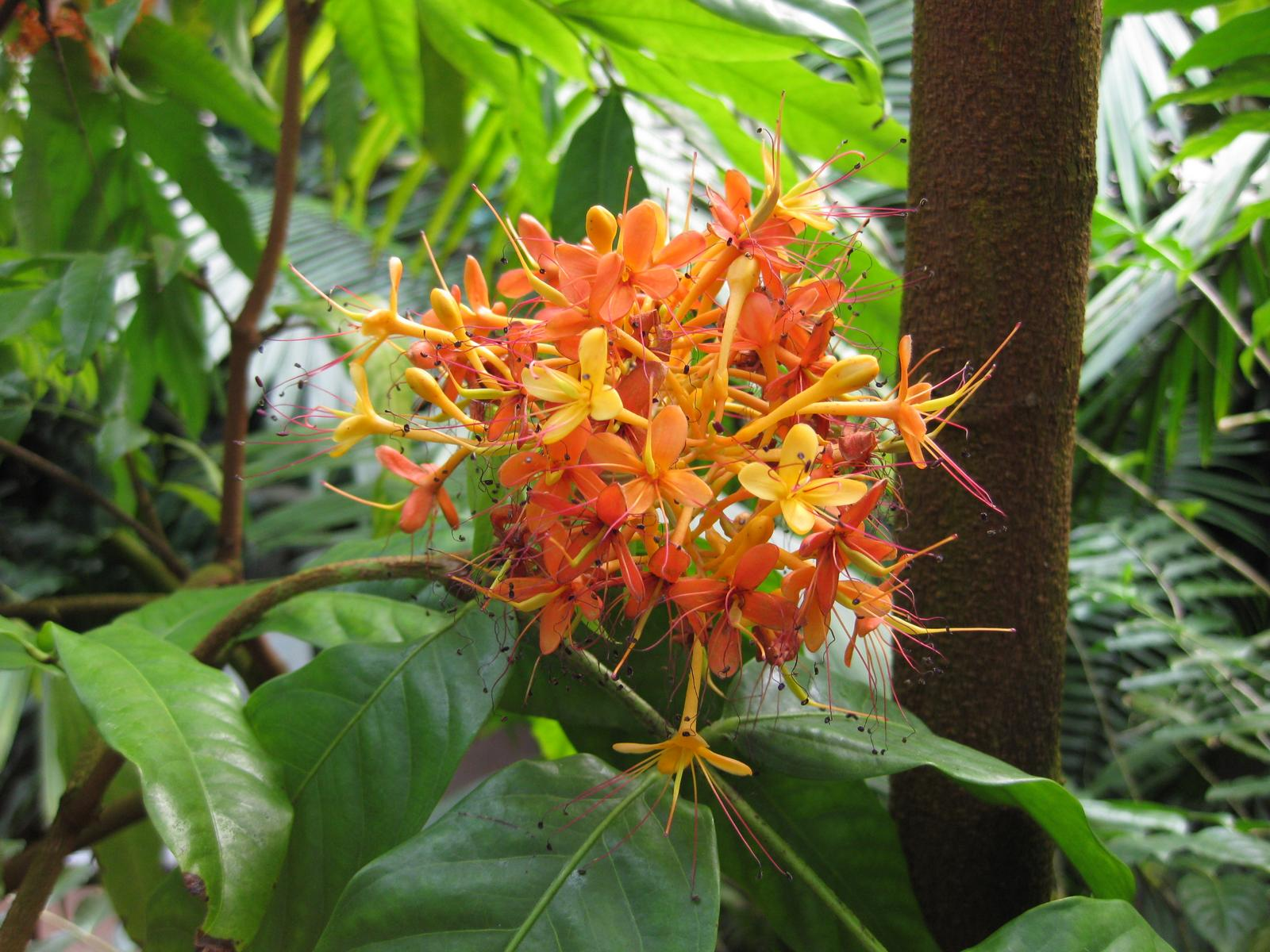
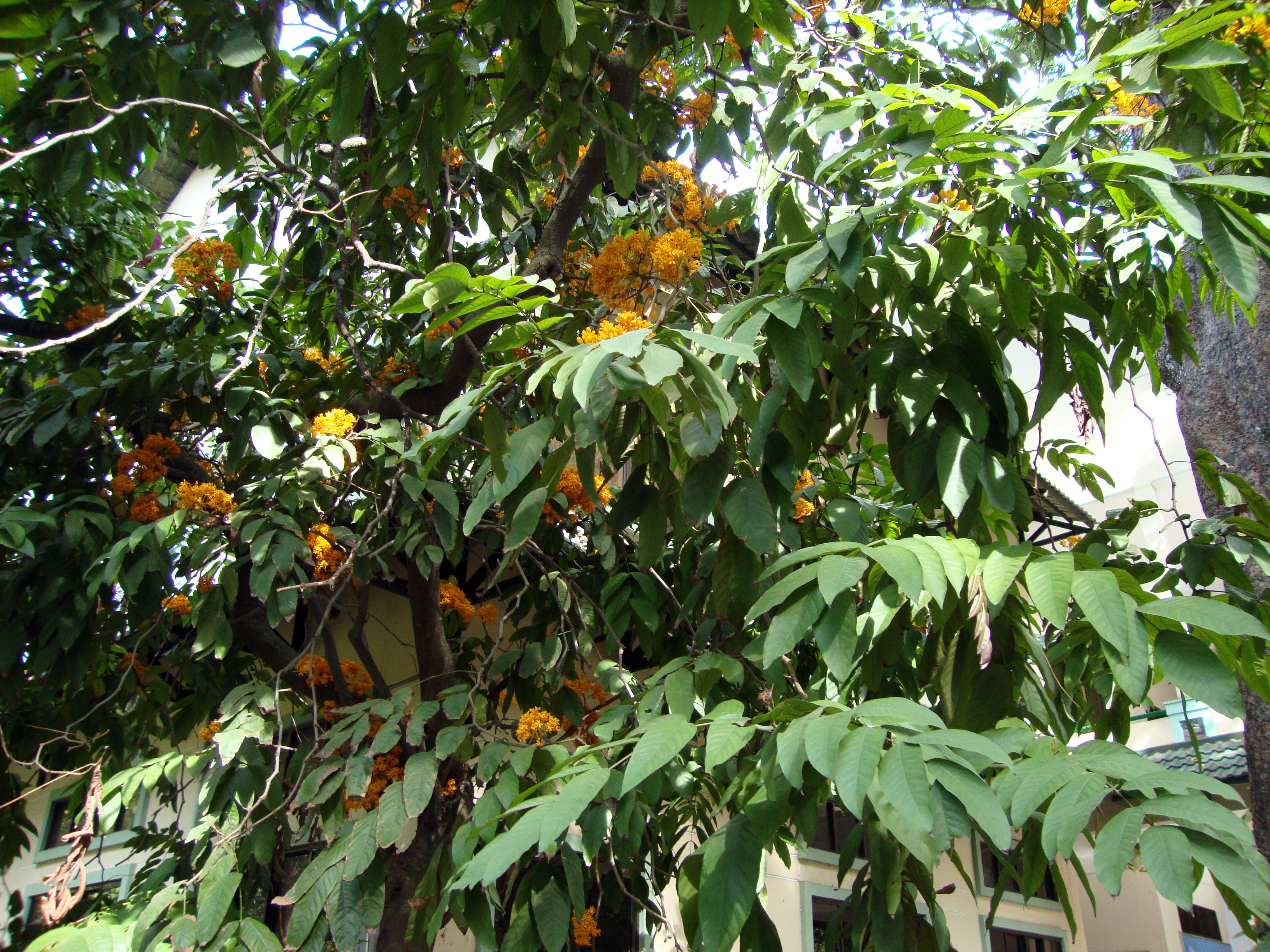